# IEUM Hashtag
IEUM Hashtag（韓語：이음해쉬태그），是一間韓國娛樂經紀公司，由Culture Depot前代表金善正（音譯）與藝人全智賢共同創立。

## 旗下藝人

### 男演員
- 尹志溫（2022年8月—）[2]

### 女演員
- 徐智慧（2022年8月—）[2]
- 金雪炫（2022年11月—）[3]
- 庭沼玟（2023年9月—）[4]

## 已離開藝人
- 全智賢（2022年8月—2025年6月）[2][5]
- 金所泫（2022年8月—2025年7月）[2]

## 外部連結
- IEUM Hashtag的Instagram帳戶